# Enrique de Orozco
Enrique de Orozco y de la Puente (Burgos, 23 de julio de 1844-Madrid, 28 de febrero de 1919) fue un militar y político español.

## Biografía
Hijo de un teniente coronel del ejército, en 1857 ingresó en la Academia Militar y sirvió como cadete a los regimientos de la Reina y de Extremadura. En 1859-1860 participó en la guerra de África, en la que alcanzó el grado de capitán. Después fue nombrado ayudante de los Capitanes Generales de Castilla la Vieja, Valencia y País Vasco. En 1868 fue enviado al Ejército de Andalucía y participó en la batalla de Alcolea, y después se integró en los regimientos de cazadores de Barcelona y Barbastro.
Durante el Sexenio Democrático fue destinado al batallón de la reserva de Madrid y en la sección de guerra y marina del Consejo de Estado. Durante la tercera guerra carlista fue destinado a Cataluña, donde fue ayudante de Arsenio Martínez Campos. Asentado en Cataluña desde entonces, fue elegido diputado al Congreso por el distrito electoral de Berga, inicialmente con el Partido Conservador y después con el Partido Liberal en las elecciones generales de 1876 y por el de Arenys de Mar en las elecciones de 1879, 1881, 1886 y 1891. En las elecciones de 1884 recibió apoyo de la Comisión Electoral para la Candidatura Independiente y Proteccionista, pero fue derrotado por Antoni Borrell i Folch. Más tarde fue senador por la provincia de Alicante entre 1911 y 1914. Llegó a ser secretario particular de Antonio Cánovas del Castillo.
En 1881 fue uno de los diputados que reclamó la Diputación Catalana y en 1889 fue uno de los que intervino en el Congreso a favor del derecho catalán. Falleció el 28 de febrero de 1919 en Madrid.